# Marek Biegun
Marek Biegun (ur. 5 listopada 1958 w Oświęcimiu) − polski piłkarz, występujący na pozycji obrońcy. Wychowanek Zagłębia Lubin, najbardziej znany z gry w barwach GKS Katowice, w której to drużynie wystąpił w 187 meczach I ligi, zdobywając 29 bramek. Wraz z tą drużyną zdobył puchar Polski w piłce nożnej w sezonie 1985/86.

## Reprezentacja Polski
| l.p. | Data           | Miejsce | Przeciwnik | Rezultat | Rozgrywki  | Grał | Uwagi |
| ---- | -------------- | ------- | ---------- | -------- | ---------- | ---- | ----- |
| 1.   | 8 grudnia 1985 | Tunis   | Tunezja    | 0-1      | towarzyski | 90'  |       |